# Castelo de Edimburgo
O Castelo de Edimburgo é uma antiga fortaleza que domina a silhueta da cidade de Edimburgo, na Escócia, a partir da sua posição no topo do Castle Rock (Rochedo do Castelo). Trata-se de um dos mais importantes castelos do país, sendo a segunda atração turística mais visitada na Escócia, ao receber anualmente cerca de um milhão de pessoas.
A ocupação humana no local remonta ao século IX. No entanto, poucas das estruturas do castelo actual são datadas antes do cerco Lang do século XVI, com a notável excepção da Capela de Santa Margarida, o mais velho edifício sobrevivente de Edimburgo, a qual remonta ao início do século XII.
Entre as suas atracções estão as joias da Coroa Escocesa: a coroa, a Espada e o Ceptro encontram-se entre as mais antigas da Europa. Estas insígnias reais foram aqui guardadas após a união dos Parlamentos da Escócia e da Inglaterra, em 1707, encontrando-se actualmente em exibição na Sala da Coroa. Ali também se encontra a chamada Pedra do Destino, o assento de coroação dos reis da Escócia.
Outros pontos de interesse no castelo são:
- a pequena Capela de Santa Margarida, os aposentos reais e o imponente Grande Hall, construído por Jaime IV da Escócia em 1511;
- as prisões militares, onde no final do século XVIII estiveram detidos marinheiros de muitos países, inclusive dos recém-independentes Estados Unidos da América.
- a Mons Meg, um exemplar das primeiras bombardas europeias. A peça foi fundida para selar o casamento de Maria, rainha da Escócia, com o rei Francisco II, da França. A bala de pedra foi encontrada a cerca de duas milhas de distância.

Durante três semanas, em Agosto, a praça em frente ao Portão de Armas do castelo serve de palco à Edinburgh Military Tatoo, uma parada militar famosa em todo o mundo.

## História

### Pré-história do Castle Rock

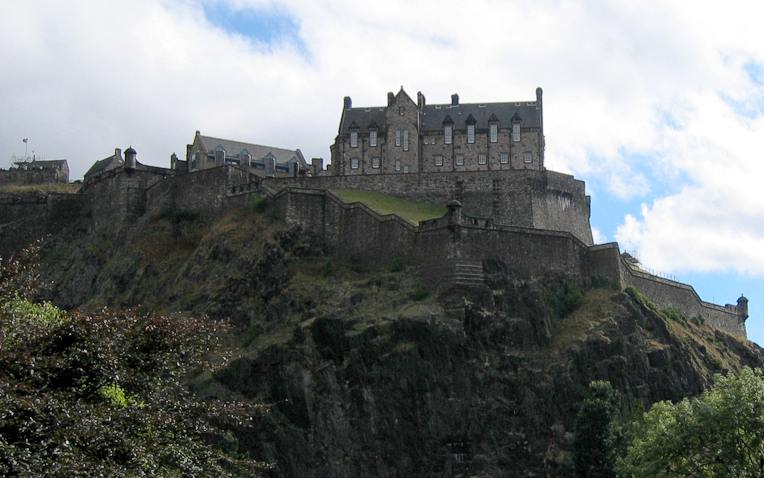
O lado norte do castelo, no colo basáltico de Castle Rock.

#### Geologia
O castelo ergue-se no solo basáltico de um vulcão extinto, que se estima ter estado em atividade há cerca de 340 milhões de anos, durante o Carbonífero Inferior. Elevando-se a 120 metros (390 pés) acima do nível do mar, o Castle Rock (Rochedo do Castelo) e a colina inclinada para leste são um exemplo clássico de formação despenhadeiro e rasto. Estas bases geológicas não podem ser subestimadas no seu significado para o posterior desenvolvimento do castelo, e da própria cidade, assim como dos eventos que definiram a sua história. Para sul, oeste e norte, o castelo é protegido por íngremes falésias elevadas uns 80 metros (260 pés) da paisagem circundante. Isso significa que a única estrada para o castelo facilmente acessível se estende para leste, onde as encostas são mais suaves.
No entanto, do mesmo modo que a sua localização tornou o castelo inexpugnável, também lhe apresentou dificuldades. Uma delas foi o facto do basalto ser um lençol freático extremamente pobre. Por esse motivo, abastecer o castelo de água, em especial o recinto superior, tornou-se problemático desde muito cedo, provando ser desastroso em condições de cerco, como por exemplo quando a guarnição esgotou a água durante o Cerco Lang de 1573.

#### Primeiras ocupações
As origens de Edimburgo encontram-se tão fundas sob o monte da história que escrever sobre a matéria é largamente especulativo e frequentemente contraditório. Tem sido sugerido que uma primeira referência à ocupação do lugar do castelo pode ser encontrada logo em meados do século II. Ptolemeu (cerca de 83 – cerca de 168) refere-se a uma comunidade dos votadinos conhecida pelos romanos como "Alauna", que significa "local rochoso", o que pode ser o primeiro nome conhecido do Rochedo do Castelo.
Evidências mais duvidosas de habitações ainda mais antigas são fornecidas por Andrew de Wyntoun (cerca de 1350 – cerca de 1423), um dos primeiros cronistas da História da Escócia. A Orygynale Cronykil, de Wyntoun, alude a "Ebrawce" (Ebraucus), um lendário rei dos bretões que "byggyd" (construiu) Edimburgo. De acordo com um dos primeiros cronistas ingleses, Geoffrey de Monmouth (cerca de 1100 – cerca de 1155), Ebraucus tinha cinquenta filhos com as suas vinte mulheres e foi o fundador de "Kaerebrauc" (York) e "Alclud" (Dumbarton). A história de Monmouth afirma que Ebraucus reinou na Bretanha ao mesmo tempo que David reinou em Israel (por volta do ano 1000 a.C.). Monmouth menciona um "Maidens' Castle" (Castelo de Maidens), mas não faz menção a Edimburgo. John Stow (cerca de 1525 – 1605) credita Ebraucus com a construção de "o Castelo de Maidens chamado Edimburgo" ("the Castell of Maidens called Edenbrough"). O nome "Maiden Castle", Castell Puellarum em latim, foi usado de forma comum no século XVI.
Embora existam sérias dúvidas sobre a veracidade destas crónicas iniciais, uma pesquisa arqueológica ao castelo realizada no final da década de 1980 dá credibilidade à ideia do lugar ter sido ocupado desde o final da Idade do Bronze ou início da Idade do Ferro, fazendo, potencialmente, do Castle Rock o sítio continuamente ocupado desde há mais tempo na Escócia. No entanto, a extensão dos achados não foi particularmente significativa e foi insuficiente para desenhar qualquer conclusão certa sobre a natureza precisa ou escala desta primeira fase de ocupação conhecida. A hipótese de ter sido, de facto, o lar do fecundo Rei Ebrawce pode ser apenas matéria de especulação.
A evidência arqueológica torna-se mais entusiástica na Idade do Ferro. Tradicionalmente, tem-se suposto que as tribos que habitaram esta parte da Escócia central fizeram pouco ou nenhum uso do Castle Rock. Escavações nos vizinhos Traprain Law, Dunsapie Hill, Duddingston e Inveresk têm revelado assentamentos relativamente grandes e é suposto que estes lugares tenham, por alguma razão, sido escolhidos preferencialmente em detrimento de Castle Rock. No entanto, as escavações da década de 1980 sugerem que havia ali, provavelmente, uma fortaleza-colina encerrada na rocha, embora apenas as franjas do local tenham sido escavadas. Fragmentos de casas revelados eram semelhantes às casas dos votadini previamente encontradas na Nortúmbria.
A escavação revelou sinais claros de habitação no primeiro e segundo séculos depois de Cristo, consistentes com a referência de Ptolemeu a "Alauna". Curiosamente, esses sinais de ocupação incluem um bom lote de material romano, incluindo cerâmica, bronzes e broches. Isto pode reflectir uma relação comercial entre os votadinos e os romanos, começando com a incursão para norte de Cneu Júlio Agrícola e continuando através do estabelecimento da Muralha de Antonino, quando os romanos se instalaram temporariamente na vizinhança, em Cramond. A natureza da ocupação nesta época é inconclusiva, mas Driscoll e Yeoman sugerem que deve ter havido ali uma torre (broch) semelhante à de Edin's Hall, nas Borders. Não existem evidências que confirmem que os romanos ocuparam, de facto, o Castle Rock, tal como fizeram no vizinho Traprain Law. A partir deste momento existem fortes evidências que apontam para uma ocupação contínua do lugar até ao presente, embora com flutuações nos níveis de população.

### Início da Idade Média
O castelo não voltou a aparecer nos registos históricos contemporâneos desde o tempo de Ptolomeu até cerca do ano 600. Então, no épico britónico Y Gododdin, encontramos uma referência ao Din Eidyn, "o forte de Eidyn". Isto tem sido visto como uma referência inicial ao Castle Rock. O poema fala do Rei Mynyddog Mwynfawr de Gododdin e do seu bando de guerreiros, que, depois dum ano de festa na sua fortaleza, saíram para a batalha com os anglos na área do contemporâneo Yorkshire. Apesar de apresentarem gloriosos feitos de valor e bravura, os bretões foram massacrados. É discutível até que ponto este conjunto poético de eventos deve ser acreditado. Além disso, não é universalmente aceite que o Castelo de Edimburgo e o Hall of Eidyn são sinónimos.
Os anais irlandeses registam que em 638, depois dos eventos relatados em Y Gododdin, "Etin" foi sitiada pelos anglos sob Osvaldo da Nortúmbria e os gododdin foram derrotados. O território em volta de Edimburgo tornou-se, então, parte do Reino da Nortúmbria, ele próprio absorvido pela Reino de Inglaterra no século X, quando Etelstano de Inglaterra, de acordo com os Anais de Clonmacnoise, "espoliou o Reino de Edimburgo". Os ingleses retiraram-se e o Lothian tornou-se parte da Escócia, durante o reinado de Malcolm I da Escócia (governou de 943 a 954) ou do seu sucessor, Indulfo (governou de 954 a 962).
A evidência arqueológica é equívoca; para o período relevante é inteiramente baseada em análises de pilhas de pilhas de conchas, sem evidência de estruturas. Deste modo, poucas conclusões se podem tirar sobre o estatuto da comunidade neste período, embora os depósitos de conchas não mostrem um interregno claro desde os tempos romanos.

### Alta Idade Média
A primeira referência documentada a um castelo em Edimburgo encontra-se na ocorrência da morte do Rei Malcolm III, feita por John de Fordun. Fordun coloca a viuvado rei, a futura Santa Margarida, no "Castle of Maidens", onde encontra a sua própria morte no dia 16 de Novembro de 1093. O relato de Fordun dá conta da forma como Margarida faleceu de desgosto dentro de dias e como o irmão de Malcolm, Donald Bane, montou cerco ao castelo. No entanto, a crónica de Fordun só foi escrita no final do século XIV e o relato quase contemporâneo da vida de Santa Margarida, pelo Bispo Turgot, faz não menção a qualquer castelo. Durante o reinado de Malcolm III, o Palácio de Dunfermline serviu de residência real principal em detrimento de Edimburgo. Isso começou a mudar durante o reinado do seu filho mais novo, o Rei David I (governou de 1124 a 1153).
A maior contribuição do Rei David para o desenvolvimento de Edimburgo como local de poder real está sem dúvida assente nas suas reformas administrativas. No entanto, este monarca também recebe créditos pela realização de mudanças mais tangíveis na estrutura do castelo. Sabendo-se que a primeira reunião do Parlamento Escocês ocorreu no castelo por volta de 1140, parece que existiam ali grandes edifícios ocupando o rochedo nessa época. Esses edifícios, e eventuais defesas, seriam provavelmente de madeira, embora fossem conhecidos dois edifícios em pedra datados do século XII. Um destes, a Capela de Santa Margarida, permanece no topo do rochedo. O outro era uma igreja dedicada a Santa Maria, a qual se erguia no sítio do actual Memorial da Guerra Nacional Escocesa. Dado que a parte sul do Recinto Superior (Upper Ward), onde está agora situada a Praça da Coroa (Crown Square) não estava preparada para edificações antes da construção das abóbadas no século XV, parece provável que os primeiros edifícios estariam localizados na parte norte do rochedo; isto fica em volta da área onde se ergue a Capela de Santa Margarida. Isto leva a supor que a capela é o último vestígio duma torre de menagem quadrada, em pedra, a qual terá formado a maior parte da fortificação do século XII. A estrutura devia ser semelhante à torre de menagem do Carlisle Castle, edifício começado por David I depois de 1135.
Em 1174, o sucessor de David, Guilherme I da Escócia, o Leão (governou de 1165 a 1214), foi capturado pelos ingleses na Batalha de Alnwick. Foi, então, forçado a assinar o Tratado de Falaise para assegurar a sua libertação, entregando em troca o Castelo de Edimburgo, juntamente com o Castelo de Berwick, o Castelo de Roxburgo e o Castelo de Stirling, ao rei inglês Henrique II. O castelo foi ocupado pelos ingleses durante doze anos, até 1186, quando regressou às mãos de Guilherme I como dote da sua noiva inglesa, Ermengarda de Beaumont, que havia sido escolhida para ele pelo Rei Henrique II de Inglaterra.

### Guerras da Independência Escocesa
Um século mais tarde, com a morte do Rei Alexandre III, o trono da Escócia ficou vacante. Eduardo I de Inglaterra foi nomeado para julgar as reivindicações à Coroa escocesa, mas tentou usar a oportunidade para se estabelecer a si próprio como suserano feudal da Escócia. Durante as negociações, Eduardo permaneceu por um curto período no Castelo de Edimburgo, e fez com que grande parte dos registos e tesouros do país fossem removidos para a Inglaterra.
Em Março de 1296, Eduardo I lançou uma invasão à Escócia, despoletando a Primeira Guerra da Independência Escocesa. O Castelo de Edimburgo em breve ficou sob controle inglês, rendendo-se após três dias de bombardeamento. No ano de 1300 foi instalada uma grande guarnição, com 347 efectivos. No entanto, depois da morte de Eduardo I, em 1307, o controle inglês sobre a Escócia enfraqueceu. No da 14 de Março de 1314, um ataque surpresa nocturno, comandado por Thomas Randolph, 1º Conde de Moray, recapturou o castelo. O ousado plano envolveu um grupo de trinta homens escolhido a dedo, chefiado por um William Francis, que havia vivido no castelo quando era um rapaz, fazendo uma difícil escalada pela face norte do Castle Rock e apanhando a guarnição de surpresa. Roberto o Bruce ordenou imediatamente a destruição das defesas do castelo para prevenir a reocupação pelos ingleses. Pouco depois, o exército de Bruce garantiu a vitória na Batalha de Bannockburn.
Depois da morte de Bruce, Eduardo III de Inglaterra determinou a continuação do projecto do seu avô e apoiou a reivindicação de Eduardo Balliol, filho do antigo rei João da Escócia, sobre a do jovem David II, filho do Bruce. Eduardo invadiu em 1333, dando início à Segunda Guerra da Independência Escocesa, e as forças inglesas reocuparam e refortificaram o Castelo de Edimburgo em 1335, mantendo-o até 1341. Desta vez, o assalto escocês foi chefiado por William Douglas, 1º Conde de Douglas. O grupo de Douglas disfarçou-se como mercadores que traziam mantimentos à guarnição. Conduzindo uma carroça para o castelo, pararam-na de forma a evitar que os portões fechassem. Uma grande força escondida das redondezas correu a reuniu-se-lhes e o castelo foi recuperado. Toda a guarnição inglesa, composta por 100 membros, foi assassinada.

### A Torre de David e oséculo XV

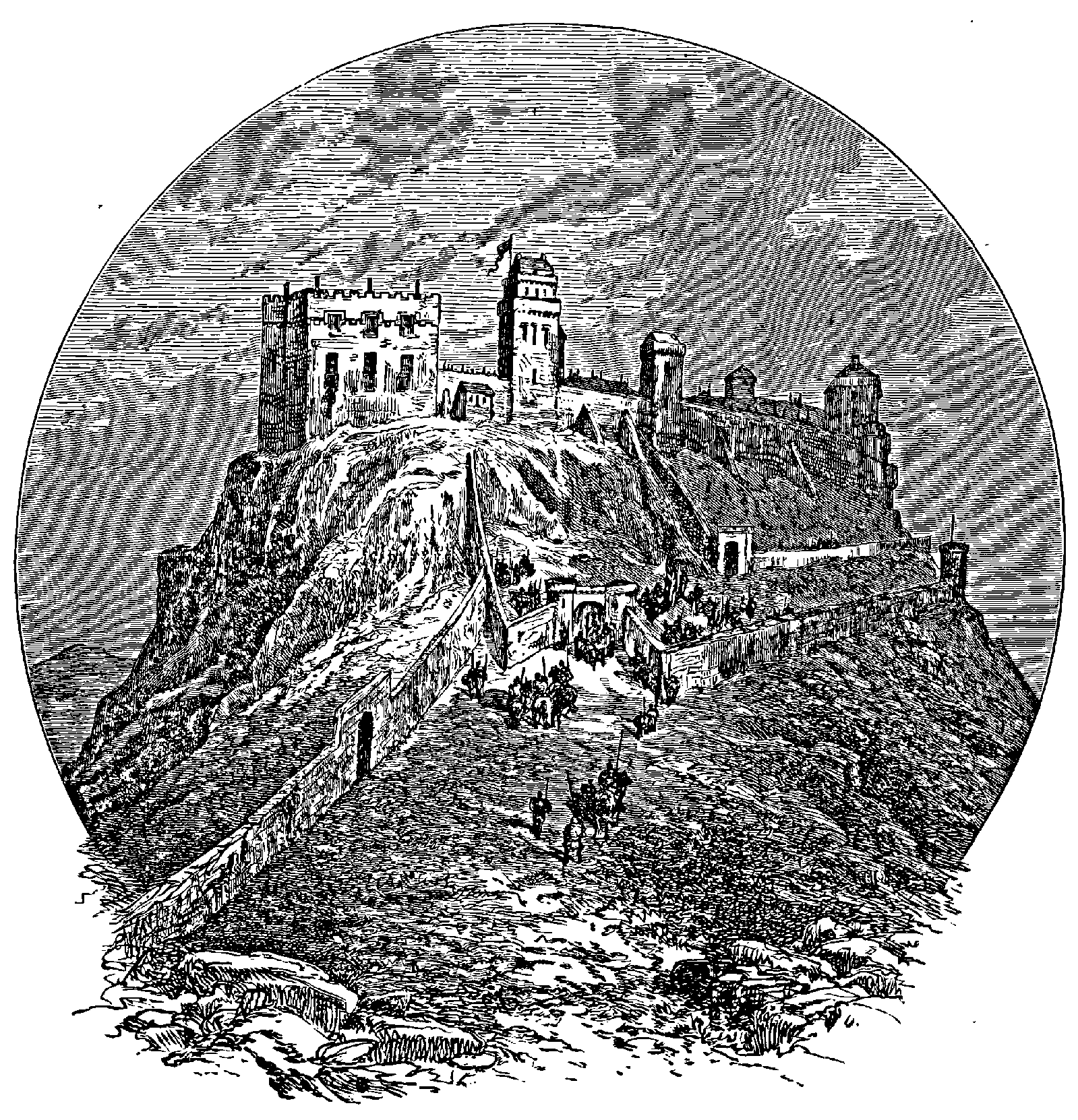
O Castelo de Edimburgo tal como aparecia antes do Cerco Lang de 1573, com a Torre de David ao centro.

O Tratado de Berwick, de 1357, pôs fim às Guerras de Independência. David II reassumiu o seu reinado e encarregou-se de reconstruir o Castelo de Edimburgo, o qual se tornou na principal sede de governação. A Torre de David (David's Tower) foi começada por volta de 1367 e ainda estava incompleta quando aquele monarca faleceu, em 1371, sendo concluída pelo seu sucessor, Roberto II, na década de 1370. A torre erguia-se no sítio da actual Half Moon Battery e estava ligada por uma secção de muralhas à menor Torre de Constable (Constable's Tower), uma torre redonda, construída entre 1375 e 1379, onde se encontra agora o Portão Portcullis. Era enorme para os padrões da época, elevando-se a uma altura de 30 metros (98 pés); duas vezes mais alta que a Half Moon Battery. A torre servia inicialmente como entrada principal do castelo, mas posteriormente foi ampliada para incluir muitas mais salas para nobres convidados e em visita, vindo a entrada principal inicial a ficar encaixada por uma sala de hóspedes.
No início do século XV, outra invasão inglesa, desta vez sob Henrique IV de Inglaterra, atingiu Edimburgo e iniciou um cerco mas, devido à falta de mantimentos, os ingleses acabaram por retirar. A partir de 1437, Sir William Crichton foi curador do Castelo de Edimburgo e pouco depois tornou-se Chanceler da Escócia, Numa tentativa de obter a regência da Escócia, Crichton tentou derrubar o poder dos Condes de Douglas, a principal família nobre do reino. William Douglas, 6º Conde de Douglas, de 16 anos de idade, e o seu irmão mais novo, David, foram convocados ao Castelo de Edimburgo em Novembro de 1440. O chamado "Black Dinner" ("Jantar Negro") que se seguiu viu os dois rapazes sumariamente decapitados, por acusações forjadas, na presença do Rei Jaime II (governou de 1437 a 1460), então com 10 anos de idade. Como consequência, os apoiantes dos Douglas montaram cerco ao castelo, causando alguns danos. A construção continuou durante estes eventos, com a área agora conhecida como Crown Square (Praça da Coroa) a ser definida por abóbadas na década de 1430. Foram construídos apartamentos reais, formando o núcleo do posterior bloco do palácio, e criado um Grande Hall em 1458. Em 1464, o acesso ao castelo foi melhorado com a instalação da actual estrada de aproximação por nordeste.
Em 1479, Alexandre Stuart, Duque de Albany foi aprisionado na Torre de David por conspiração contra o seu irmão, o Rei Jaime III (governou de 1460 a 1488). Escapou-se porque os seus guardas ficaram bêbados, tendo, então saído por uma janela e descido por uma corda. Albany fugiu para França e, depois, para Inglaterra, onde se aliou ao Rei Eduardo IV. Em 1482, Albany marchou para a Escócia com Ricardo, Duque de Gloucester (mais tarde Ricardo III de Inglaterra) e um exército inglês. Ocupou o Castelo de Edimburgo e aprisionou o rei durante dois meses, antes da rebelião colapsar.
Durante o século XV, foi crescentemente utilizado como arsenal e fábrica de armamento. A primeira compra conhecida duma arma foi em 1384, tendo a "grande bombarda" Mons Meg sido entregue em Edimburgo em 1457. Entretanto, a família real começou a estar mais frequentemente na Abadia de Holyrood, no extremo oposto da Royal Mile. Por volta do final do século, o Rei Jaime IV (governou de 1488 a 1513) construiu o Palácio de Holyroodhouse, a partir da Abadia de Holyrood, para sua residência principal em Edimburgo, o que levou a um declínio do castelo como residência real. No entanto, Jaime IV construiu, de facto, o Grande Hall, o qual foi concluído em 1511.

### Oséculo XVIe o Cerco Lang

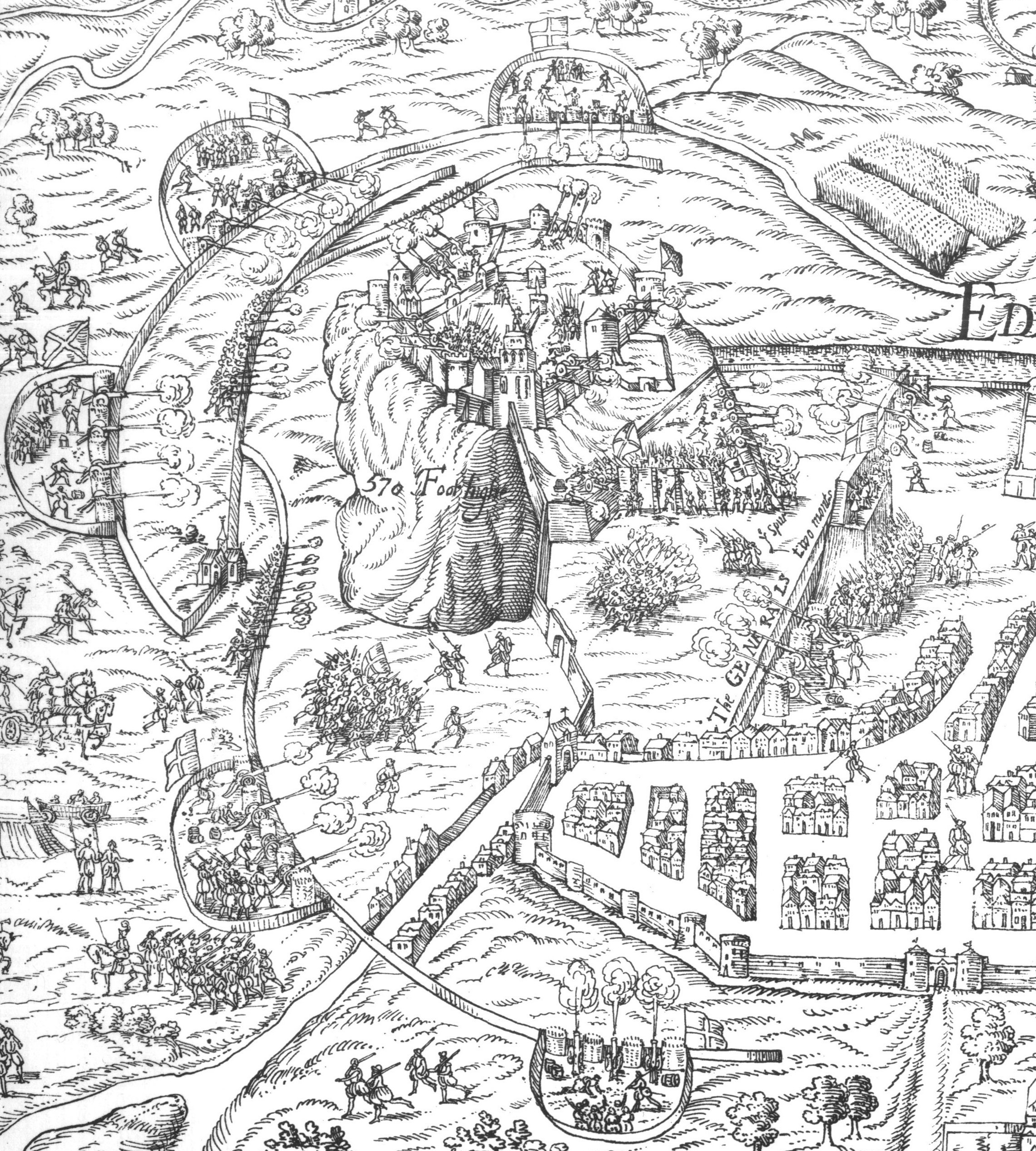
Detalhe dum desenho contemporâneo do Castelo de Edimburgo sob o cerco de 1573, mostrando as baterias construídas à sua volta.

Jaime IV foi morto na Batalha de Flodden Field, no dia 9 de Setembro de 1513. Esperando que os ingleses impusessem a sua vantagem, foi rapidamente construída uma muralha em volta de Edimburgo e as defesas do castelo foram aumentadas. Um francês, Antoine d'Arces, Sieur de la Bastie, foi envolvido no desenho de trabalhos de artilharia em 1514. Três anos depois, Jaime V (r. 1513–1542), com apenas cinco anos de idade, foi trazido para o castelo por questões de segurança. Aquando da morte de Jaime V, vinte cinco anos depois, a coroa passou para a sua filha, com algumas semanas de vida, Maria, Rainha dos Escoceses. As invasões inglesas sucederam-se, uma vez que Henrique VIII tentou forçar um casamento dinástico na Escócia, embora o Castelo de Edimburgo permanecesse pouco afectado. Depois dessas campanhas, as fortificações incluíram um bastião de canto em terra do tipo conhecido como de traço italiano, um dos primeiros exemplos na Grã-Bretanha. Deve ter sido desenhado por Migliorino Ubaldini, um engenheiro italiano da corte de Henrique II de França. A mãe de Maria, Maria de Guise, instalou-se no Castelo de Edimburgo, actuando como regente entre 1554 e 1560, quando ali faleceu. No ano seguinte, a sua filha Maria regressou de França para iniciar o seu reinado.
O reinado da católica Rainha Maria foi marcado por crises e disputas entre a poderosa nobreza escocesa. Em 1565, a rainha casou com Henrique Stuart, Lorde Darnley, e no ano seguinte, numa pequena sala do palácio do Castelo de Edimburgo, deu à luz Jaime I de Inglaterra|Jaime, que se tornaria mais tarde rei da Escócia e da Inglaterra. No entanto, o reinado da própria Maria já estava perto de chegar ao fim. Três meses depois do assassinato de Darnley em Kirk o' Field, em 1567, ela casou com James Hepburn, 4º Conde de Bothwell, um dos suspeitos do crime. Um grande parte da nobreza rebelou-se, resultando no aprisionamento e deposição de Maria no Castelo de Lochleven. No entanto, acabou por escapar e fugir para Inglaterra e parte da nobreza permaneceu fiel à sua causa. O Castelo de Edimburgo foi inicialmente entregue pelo seu capitão, James Balfour, Lord Pittendreich, ao Regente Moray, que havia forçado a abdicação de Maria e agora mantinha o poder em nome do rei, criança, Jaime VI. Moray nomeou Sir William Kirkcaldy de Grange como curador do castelo.
Kirkcaldy de Grange foi um confiável tenente do regente, mas depois do assassinato de Moray, em Janeiro de 1570, a sua lealdade à causa do rei começou a enfraquecer. Uma intermitente guerra civil continuou entre os apoiantes dos dois monarcas e, em Abril de 1571, o Castelo de Dumbarton caiu face aos homens do rei. Sob a influência de Guilherme Maitland de Lethington, secretário de Maria, Grange mudou de lado, ocupando a cidade e o castelo de Edimburgo para a Rainha Maria e contra o novo regente, Mateus Stuart, 4º Conde de Lennox. O "Cerco Lang" que se seguiu só foi resolvido dois anos depois. As hostilidades começaram em Maio, com um cerco à cidade, que duraria um mês, e um segundo curto cerco em Outubro. Entretanto continuaram os bloqueios e as contestações e Grange continuou a refortificar o castelo. O partido do rei pediu ajuda a Isabel I de Inglaterra, uma vez que lhe faltava a artilharia e o dinheiro necessários para reduzir o castelo e temia que Grange recebese ajuda de França. Isabel enviou embaixadores para negociar e, em Julho de 1572, foi acordada uma trégua e levantado o bloqueio. A cidade foi, efectivamente, entregue ao partido do rei, com Grange confinado ao castelo.
A trégua acabou no dia 1 de Janeiro de 1573 e Grange começou a bombardear a cidade. No entanto, as suas provisões de pólvora e balas foram diminuindo e, apesar de ter 40 canhões disponíveis, tina apenas sete artilheiros na guarnição. As forças do rei, agora com Conde de Morton no cargo de regente, foram fazendo planos para um cerco. Foram escavadas trincheiras a rodear o castelo e o Poço de Santa Margarida foi envenenado. Em Fevereiro, todos os outros apoiantes da Rainha Maria se tinham rendido ao regente, mas Grange resolveu resistir, apesar da escassez de água no interior do castelo. A guarnição continuou a bombardear a cidade, matando vários cidadãos. A impopularidade de Grange junto do povo aumentou depois dos seus homens terem feito uma saída para atear fogos, queimando cem casas na cidade e, em seguida, atirando em qualquer um que tentasse apagar as chamas.
Em Abril, uma força de cerca de 1000 soldados ingleses, liderados por Sir William Drury, chegou a Edimburgo. Estes foram seguidos por 27 canhões vindos de Berwick-upon-Tweed, incluindo um que havia sido fundido no Castelo de Edimburgo e capturado pelos ingleses em Flodden. As tropas inglesas construíram uma bateria na Colina do Castelo, enfrentando directamente as paredes orientais do castelo, e cinco outras baterias patra norte, oeste e sul. Em 17 de Maio estas estruturas estavam prontas e tiveram início os bombardeamentos. Ao longo dos 12 dias seguintes, os artilheiros dispararam cerca de 3 000 balas no castelo. No dia 22 de Maio, a parede sul da Torre de David colapsou e, no dia seguinte, a Torre de Constable também caíu. Os escombros bloquearam a entrada do castelo, assim como o poço dianteiro, embora este já estivesse seco. A 26 de Maio, os ingleses atacaram e capturaram o Spur, a fortificação exterior do castelo, o qual ficara isolado pelo colapso. No dia seguinte, Grange saiu, pedindo um cessar-fogo enquanto a rendição podia ser negociada. Quando se tornou claro que não lhe seria permitido ir em liberdade, Grange resolveu continuar a resistência, mas a guarnição ameaçou amotinar-se. deste modo, fez com que Drury e os seus homens fossem para o castelo no dia 28 de Maio, rendendo-se aos ingleses em vez de fazê-lo ao Regente Morton. O castelo foi entregue a George Douglas de Parkhead, o irmão do regente, e foi permitido à guarnição partir em liberdade. William Kirkcaldy de Grange, o seu irmão James e dois joalheiros que haviam cunhado moeda em nome de Maria dentro do castelo, foram enforcados na cruz do mercado no dia 3 de Agosto.

### Nova Escócia e Guerra Civil

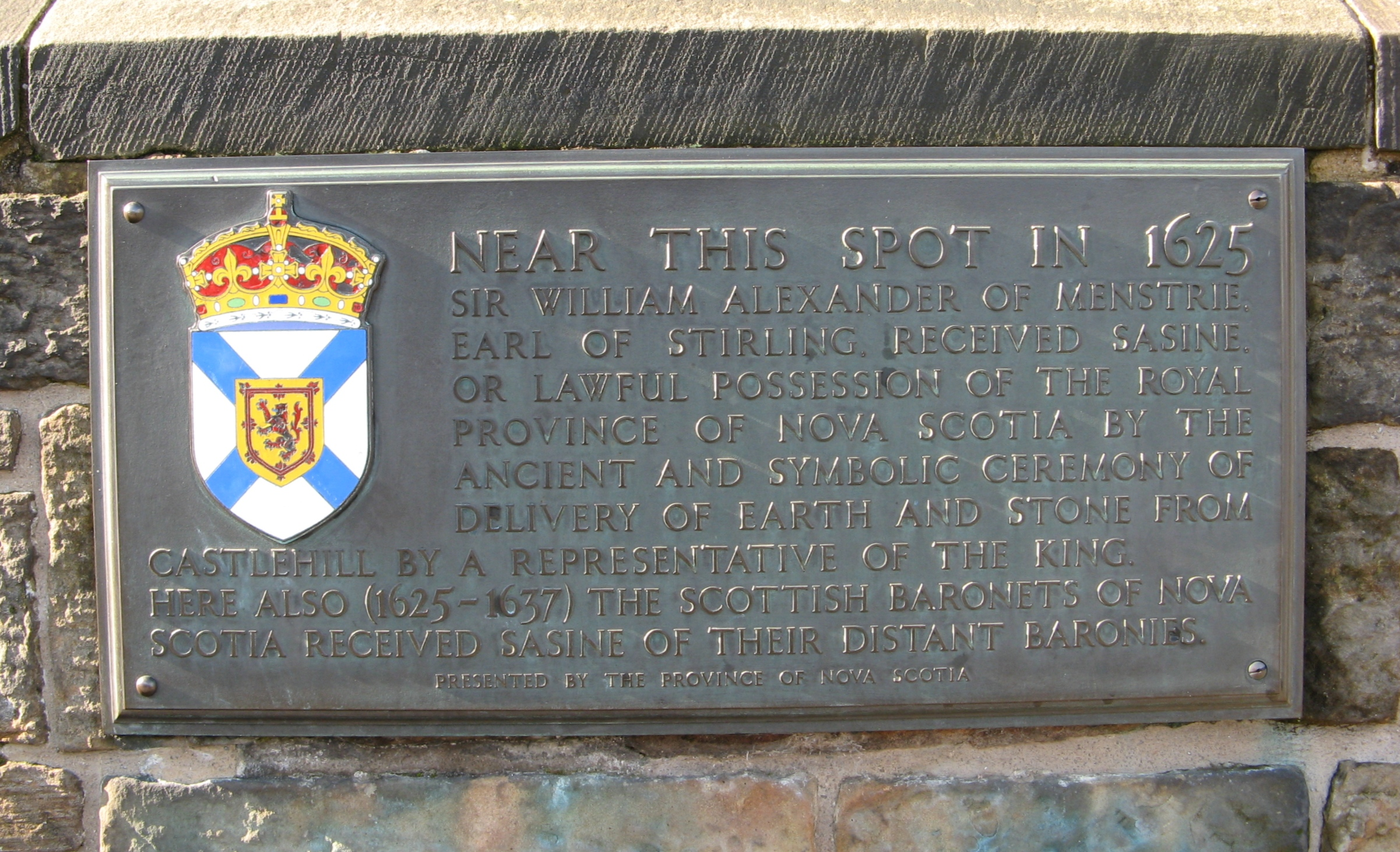
Placa memorial a Sir William Alexander, na esplanada do castelo.

Posteriormente, grande parte do castelo foi reconstruida pelo Regente Morton, incluindo o Spur, a nova Half Moon Battery ("Bateria Meia Lua") e o Portão Portcullis. O danificado bloco do palácio permaneceu sem uso, apesar de Jaime VI ter empreendido reparações em 1584, e novamente entre 1615 e 1617, como preparação para a sua visita de regresso à Escócia, depois de ter subido ao trono inglês em 1603. Jaime VI manteve corte no palácio remobilado, mas ainda preferia dormir no Holyrood Palace.
Em 1621, o rei Jaime VI concedeu a Sir Guilherme Alexandre a terra na América do Norte entre a Nova Inglaterra e a Terra Nova, como Nova Escócia. Para promover a colonização e plantação da Nova Escócia, foi criada a Baronia da Nova Escócia. Segundo a lei escocesa, os baronetes podiam receber a sua patente em Edimburgo em vez de Londres, mas tinham que "tomar sasine" ao receberem simbolicamente a "terra e pedra" da terra da qual eram baronetes. Para tornar isso possível, e uma vez que a Nova Escócia era muito distante, uma parte do Castelo de Edimburgo foi concedida a Sir William e considerada como parte da Nova Escócia, sendo declarado como território daquela região para este propósito. Em troca, os potenciais baronetes comprometiam-se a pagar 1 000 merks a Sir William pelos seus "encargos passados na descoberta do dito país". a lei nunca foi revogada e a pequena parte ad Nova Escócia está agora sob a esplanada.
O sucessor de Jaime VI, Carlos I, visitou o Castelo de Edimburgo apenas uma vez, oferecendo uma festa no Grande Hall e pernoitando ali na noite que antecedeu a sua coroação como Rei dos Escoceses em 1633, a última ocasião em que um monarca reinante residiu no castelo. Em 1639, como resposta às tentativas, feitas por Carlos I, de reformar a igreja escocesa, rebentou uma guerra civil entre as forças do rei e os Covenanters. Os Covenanters, liderados por Alexander Leslie, tomaram o Castelo de Edimburgo depois dum curto cerco, embora este tenha sido restituído a Carlos I após a assinatura do Tratado de Berwick, de Junho do mesmo ano. No entanto, a paz durou pouco e no ano seguinte os Covenanters tomaram novamente o castelo, desta vez após um cerco de três meses, durante o qual a guarnição ficou sem mantimentos. O Spur foi severamente danificado, sendo demolido na década de 1640. O comandante realista James Graham, 1º Marquês de Montrose, foi aqui aprisionado depois da sua captura em 1650.
Em Maio de 1650, os Covenanters escoceses assinaram o Tratado de Breda, aliando-se com o Rei Carlos II contra os parlamentaristas ingleses, os quais haviam executado o Rei Carlos I no ano anterior. Em resposta, Oliver Cromwell lançou uma invasão à Escócia, vencendo o exército convenente na Batalha de Dunbar, em Setembro. O Castelo de Edimburgo foi tomado após um cerco de três meses, o qual causou novos danos. O governador do castelo, Coronel Walter Dundas, rendeu-se a Cromwell, apesar de ainda ter mantimentos para resistir, alegadamente por desejar mudar de lado.

### Fortaleza de guarnição: jacobitas e prisioneiros

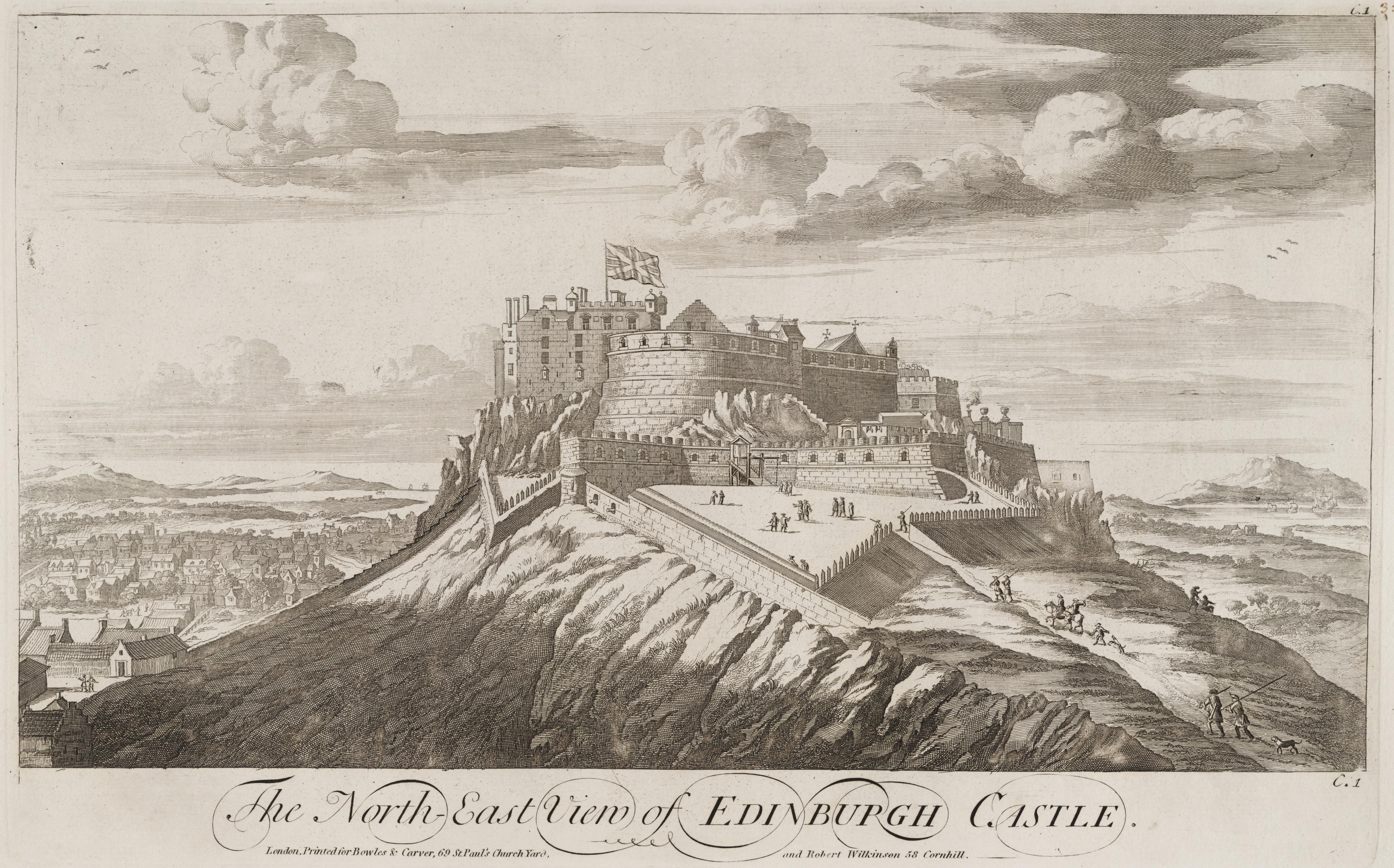
O Castelo de Edimburgo numa gravura de John Slezer, de 1675, mostrando um esquema não executado das defesas exteriores.

Depois da Restauração como Rei de Inglaterra e escócia em 1660, Carlos II optou por manter um exército permanente baseado no New Model Army (Novo Modelo de Exército) de Oliver Cromwell. Desde esta época até 1923, foi mantida continuamente uma guarnição no castelo. Durante este tempo, o medieval castelo real foi transformado numa fortaleza de guarnição, mas continuou a ver acções militares e políticas. O Marquês de Argyll foi aqui aprisionado em 1661, durante a limpeza dos inimigos do rei após a Restauração. Vinte anos depois, o seu filho, o Conde de Argyll, também foi aprisionado no castelo por não conformismo religioso. Conseguiu fugir ao disfarçar-se como mensageiro da sua irmã, mas foi trazido de volta para o castelo depois da sua falhada rebelião contra o Rei Jaime VII, em 1685.
Jaime VII foi deposto e exilado pela Revolução Gloriosa de 1688-1689, a qual instalou Guilherme de Orange como Rei de Inglaterra. O Parlamento da Escócia também aceitou Guilherme como seu novo rei, e pediu ao Duque de Gordon, Governador do Castelo, que rendesse a fortaleza. Gordon, que tinha sido nomeado por Jaime VII como companheiro católico, recusou. No dia 18 de Março de 1689, o castelo foi bloqueado por 7.000 soldados, contra uma guarnição de 160 homens, que foram depois enfraquecidos por disputas religiosas. No dia 19 de Março, Visconde Dundee escalou o Castle Rock para conferenciar com Gordon, antes de lançar a sua própria rebelião a favor de Jaime. Gordon refusou disparar contra a cidade, enquanto os sitiantes infligiam poucos danos ao castelo. Apesar dos sucessos de Dundee no norte, Gordon acabou por se render, no dia 14 de Junho, devido à diminuição dos mantimentos, tendo perdido 70 homens durante os três meses de cerco. Com a assinatura do Tratado de União de 1707, entre a Inglaterra e a Escócia, ficou estabelecido que Edimburgo seria um dos quatro castelos escoceses a manter e a guarnecer permanentemente.

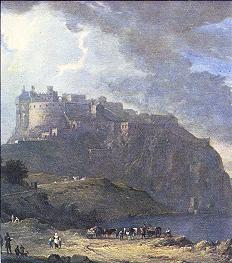
Castelo de Edimburgo com o Nor Loch em primeiro plano, cerca de 1780, por Alexander Nasmyth.

O castelo quase foi tomado durante a primeira rebelião jacobita em apoio a Jaime Francisco Eduardo Stuart, o "Old Pretender" ("Velho Pretendente"), em 1715. No dia 8 de Setembro, apenas dois dias depois do início da rebelião, um grupo com cerca de 100 Highlanders jacobitas, liderado por Lord Drummond, tentou escalar os muros com a ajuda de membros da guarnição. No entanto, a escada de corda descida pelo sentinelas do castelo era demasiado curta e o alarme foi dado após uma mudança da guarda. Os jacobitas fugiram, enquanto os desertores dentro do castelo foram enforcados ou vergastados. O General Wade relatou, em 1728, que as defesas do castelo estavam deterioradas e inadequadas, tendo sido empreendidas importantes refortificações entre as décadas de 1720 e 1730, quando foi construída a maior parte das defesas da artilharia e os bastiões nos lados norte e oeste do castelo. Estes foram desenhados pelo engenheiro militar Capitão John Romer e construídas por William Adam, incluindo a Argyle Battery, a Mills Mount Battery as defesas baixas e as defesas ocidentais.
A última acção militar a que o castelo assistiu deu-se durante a Rebelião Jacobita de 1745. O exército jacobita, sob Carlos Eduardo Stuart, "Bonnie Prince Charlie", capturou Edimburgo sem qualquer luta, em Setembro de 1745, mas o castelo permaneceu nas mãos do idoso vice-governador, General George Preston, o qual recusou render-se. Depois da sua vitória sobre o exército do governador na Batalha de Prestonpans, travada no dia 21 de Setembro, os jacobitas tentaram bloquear o castelo. A resposta de Preston foi bombardear as posições jacobitas dentro da cidade. Depois de vários edifícios terem sido demolidos, e quatro pessoas mortas, Carlos suspendeu o bloqueio. Os próprios jacobitas não tinham armas pesadas com as quais responder e, em Novembro, tiveram que marchar para Inglaterra, deixando Edimburgo para a guarnição do castelo.
Ao longo do século seguinte, as abóbadas do castelo foram usadas para manter prisioneiros de guerra durante vários conflitos, tais como a Guerra dos Sete Anos (1756–1763), a Guerra da Independência dos Estados Unidos da América (1775–1783) e as Guerras Napoleónicas (1803–1815). Durante este tempo, foram erguidos vários novos edifícios dentro do castelo, incluindo paióis de pólvora, armazéns, a Casa do Governador (1742) e os Novos Quartéis (1796–1799).

### Doséculo XIXao presente

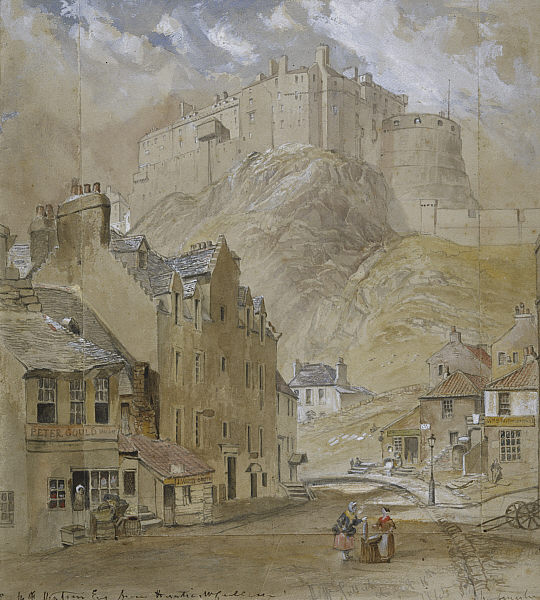
O Castelo de Edimburgo visto da base do Vennel, 1845, por Horatio McCulloch.

Uma fuga prisional maciça em 1811, na qual 49 prisioneiros de guerra escaparam através dum buraco na parede, persuadiu as autoridades de que o castelo já não era uma prisão adequada. Este usou cessou em 1814 e o castelo começou a tomar um papel diferente, como monumento nacional. Em 1818, foi dada permissão a Sir Walter Scott para procurar a Coroa Escocesa, a qual havia sido guardada longe desde a dissolução do Parlamento da Escócia aquando da União com a Inglaterra, em 1707. Abrindo a Sala da Coroa (Crown Room), recuperou as Honras da Escócia (Honours of Scotland), as quais foram, então, colocadas em exibição pública, com a taxa de entrada de um shilling. Em 1822, Jorge IV fez uma visita a Edimburgo, tornando-se no primeiro monarca reinante a visitar o castelo desde 1651. Em 1829, a Mons Meg regressou de Londres e o palácio começou a ser aberto aos visitantes durante a década de 1830. A Capela de Santa Margarida foi "redescoberta" em 1845, tendo sido usada como armazém por muitos anos. Trabalhos realizados na década de 1880, financiados pelo editor William Nelson e executados por Hippolyte Blanc, viram a Argyle Tower construída sobre o Portão Portcullis, e o Grande Hall restaurado depois de anos de uso como casernas. Uma nova portaria foi construída em 1888. Durante o século XIX, foram propostos vários esquemas para reconstruir todo o castelo como um château em estilo Baronial Escocês. Os trabalhos começaram em 1858 mas foram rapidamente abandonados, sendo remodelado apenas o edifício do hospital em 1897. O arquitecto David Bryce apresentou uma proposta para a construção duma estrutura de 50 metros (160 pés) de altura como memorial ao Príncipe Alberto, embora a Rainha Vitória se tenha oposto e o esquema nunca tenha sido construído.
Em 1905, a responsabilidade pelo castelo foi transferida do War Office para o Office of Works, embora a guarnição se mantivesse ali até 1923, quando as tropas se mudaram para as 'Redford Barracks, na zona sudoeste de Edimburgo. O castelo tornou-se novamente numa prisão durante a Primeira Guerra Mundial, quando o "Red Clydesider" David Kirkwood foi ali confinado, e durante a Segunda Guerra Mundial, quando albergou os pilotos alemães da Luftwaffe.
Ainda estão sediadas no castelo várias funções militares administrativas. O cargo de Governador do Castelo de Edimburgo, que tem estado vacante desde 1876, foi reavivado como título honorário do General Officer Commanding na Escócia, sendo o seu primeiro detentor o Tenente-General Sir Archibald Cameron of Lochiel. O castelo ficou ao cuidado da Historic Scotland quando aquela instituição foi estabelecida, em 1991, e é um Monumento Antigo Marcado. Os edifícios que constituem o castelo estão protegidos por 18 listas separadas, incluindo 13 na categoria A, o mais alto nível de protecção para um edifício histórico na Escócia.

## Descrição

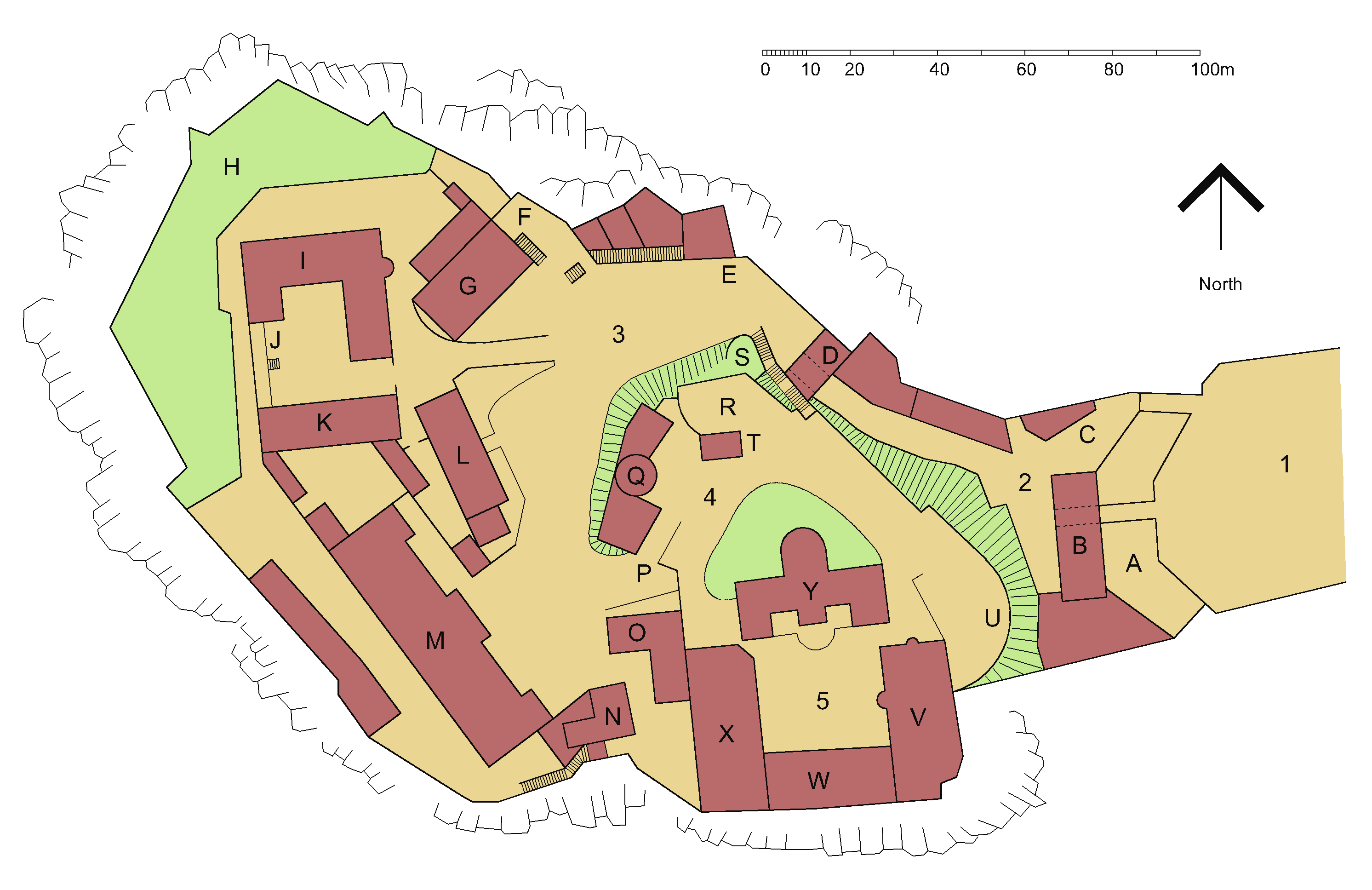
Planta do Castelo de Edimburgo
Chave:
1. Esplanada: A=fosso
2. Recinto baixo: B=Portaria, C=Bilheteira
3. Recinto intermédio: D=Argyle Tower, E=Argyle Battery, F=Mills Mount Battery & One o'Clock Gun, G=Cartsheds, H=Defesas ocidentais, I=Hospital, J=Butts Battery, K=Museu da Guerra Nacional Escocesa, L=Casa dos Governadores, M=Novos quartéis, N=Prisão militar, O=Museu Real Escocês
4. Recinto alto: P=Foog's Gate, Q=Reservatórios, R=Mons Meg, S=Cemitério de animais, T=Capela de Santa Margarida, U=Half Moon Battery
5. Praça da Coroa: V=Palácio Real, W=Grande Hall, X=Edifício da Rainha Ana, Y=Memorial da Guerra Nacional Escocesa

O Castelo de Edimburgo está localizado no topo da Royal Mile, no extremo oeste da cidade velha de Edimburgo. O vulcânico Castle Rock oferece uma posição defensiva natural, com falésias abruptas a norte e a sul e uma subida íngreme vinda de oeste. A única abordagem fácil é feita a partir da cidade para leste, encontrando-se as defesas do castelo situadas de acordo com esta localização. O castelo está dividido em três áreas, ou "recintos" (wards), separados por portões, subindo até ao cume do Castle Rock.
Em frente ao castelo encontra-se um longo pátio inclinado conhecido como Esplanada. Originalmente, o Spur, uma fortificação século XVI, estava aqui localizado. A actual Esplanada foi arranjada como um campo de parada em 1753 e ampliada em 1845. É nesta Esplanada que tem lugar anualmente a Edinburgh Military Tattoo. Da Esplanada pode ver-se a Half Moon Battery, com o Palácio Real à sua esquerda, e o portão principal por baixo, o qual dá acesso ao Recinto baixo.

### Recinto baixo
A portaria foi construída como adição ao castelo de cosmética arquitectónica em 1888. Estátuas de Robert the Bruce e William Wallace flanqueando a entrada foram acrescentadas em 1929 por Robert Lorimer. O fosso seco situado em frente da entrada foi concluído com a sua forma actual em 1742. No interior da portaria existem gabinetes e para norte fica a mais recente adição ao castelo; a bilheteira, concluída em 2008 segundo os desenhos da Gareth Hoskins Architects. A estrada, construída por Jaime III em 1464 para o transporte de canhões, conduz para cima e em volta, para norte da Half Moon Battery e da Forewall Battery, até ao Portão Portcullis, a entrada do Recinto intermédio.

### Recinto intermédio

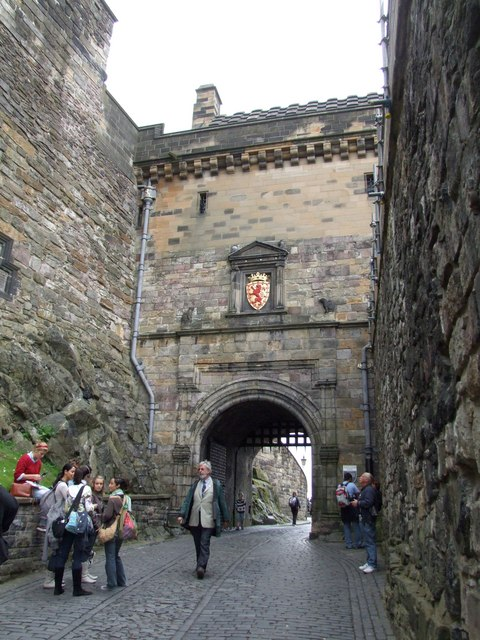
O Portão Portcullis, entrada para o Recinto intermédio.

O Portão Portcullis foi construído depois do Cerco Lang de 1571–1573 para substituir a redonda Torre de Constable (Constable's Tower), a qual foi destruída no cerco. Este portão foi edificado, em 1584, pelo Regente Morton, e novamente em 1750 e 1886, quando as partes superiores, conhecidas por Torre Argila (Argyle Tower), foram acrescentadas pelo arquitecto Hippolyte Blanc. Logo à entrada do portão fica a Argyle Battery com vista para a Princes Street, com a Mills Mount Battery, o lugar da One O'Clock Gun, a oeste. Abaixo destas fica a Defesa Baixa (Low Defence), enquanto na base do rochedo fica a arruinada Wellhouse Tower, do século XIV, a qual guardava o Poço de Santa Margarida (St. Margaret's Well). Esta nascente natural providenciava uma importante fonte de água secundária para o castelo, sendo a água elevada por uma grua montada numa plataforma conhecida como Crane Bastion.
Adjacente ao Mills Mount ficavam os setecentistas barracões das carroças, agora salas de chá. A Casa do Governador, a sul, foi construída em 1742 como acomodação para o Governador, o dispenseiro e o mestre das armas, e foi usada até que o posto de Governador se tornou vacante no final do século XIX; passou então a ser usado pelas enfermeiras do hospital do castelo. Actualmente, funciona como uma messe dos oficiais e como gabinete do Governador, desde a restauração do posto em 1936.
A sul da Casa do Governador fica o Novo Bloco de Aquartelamento (New Barrack Block), completado em 1799 para alojar 600 soldados, substituindo a ultrapassada acomodação no Grande Hall. Agora acolhe o quartel-general da 52ª Brigada de Infantaria, o Quartel-general do Regimento Real da Escócia, além do quartel-general e museu dos Royal Scots Dragoon Guards (Carabineiros e Cinzentos). O último foi inaugurado em 2006 pelo Coronel do regimento, a Rainha Isabel II, depois duma renovação. Também na vizinhança, no antigo hall de treino dos Royal Scots, construído em 1900, fica o museu regimental dos Royal Scots (o Regimento Real). A prisão militar foi construída em 1842 para a guarnição do castelo, sendo ampliada na década de 1880. Foi usada pela última vez em 1923, quando a guarnição se mudou para as Redford Barracks.

#### Museu da Guerra Nacional da Escócia
A oeste da Casa do Governador foram construídos dois armazéns para munições em 1753, em ambos os lados do pátio. Estes foram desenhados pelo Coronel William Skinner, um engenheiro militar mais conhecido pelo seu desenho do Fort George, próximo de Inverness. O principal paiol de pólvora também se erguia originalmente no lado oeste do pátio. Este foi demolido em 1887 e os dois armazéns remodelados como hospital militar, o qual se alojava anteriormente no Grande Hall.
O armazém norte é agora o Museu da Guerra Nacional da Escócia (National War Museum of Scotland), o qual faz parte dos Museus Nacionais da Escócia (National Museums of Scotland). Antigamente, este era conhecido como Scottish United Services Museum e, antes disso, como Scottish Naval and Military Museum, quando estava localizado no Edifício Rainha Ana. Cobre a história militar escocesa ao longo dos últimos 400 anos e inclui um grande número de artefactos militares, como uniformes, medalhas e armas. A exposição também enfatiza a história e as causas por trás das muitas guerras em que a Escócia esteve envolvida. Ao lado do museu está a Butts Battery, assim chamada devido aos apoios dos arqueiros, ou miras, antigamente instalados aqui. Abaixo estão as Defesas Ocidentais, onde uma poterna dá acesso à encosta ocidental do rochedo.

### Recinto alto
O Recinto alto fica na parte mais elevada do Castle Rock e tem acesso a partir do Recinto intermédio pelo Foog's Gate, portão de finais do século XVII. A origem deste nome é desconhecida, embora deva estar relacionada com a névoa marinha, conhecida como haar, a qual afecta habitualmente Edimburgo. Adjacente aos portões ficam os reservatórios, construídos para reduzir a dependência do castelo da água dos poços, e uma antiga estação de fogo, agora usada como loja. O topo do rochedo é ocupado pela Capela de Santa Margarida e pela Mons Meg, a arma de cerco do século XV. Numa saliência abaixo desta área fica um pequeno cemitério oitocentista destinado aos cães dos sodados e mascotes do regimento. Junto a este, a Escadaria Lang desce para o Recinto intermédio, passa uma secção dum bastião medieval e dá acesso à Argyle Tower. O extremo oriental do Recinto alto é ocupado pelas Baterias Forewall e Half Moon, com a Crown Square para sul.

#### Capela de Santa Margarida

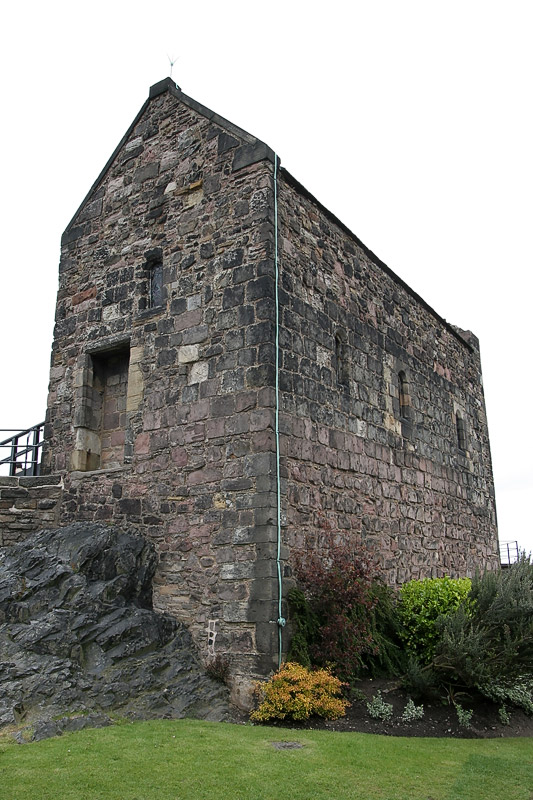
Exterior da Capela de Santa Margarida.

A pequena Capela de Santa Margarida, o mais antigo edifício sobrevivente no castelo, e em Edimburgo, é um exemplo da arquitectura normanda, sendo uma das poucas estruturas do século XII sobrevivente em qualquer castelo escocês. A lenda diz que Santa Margarida da Escócia orava aqui, mas pesquisas recentes indicam que foi erguida no início do século XII pelo seu quarto filho, o qual se tornaria Rei David I (reinou de 1124 a 1153), que a construiu como capela privada para a família real, dedicando-a a sua mãe, Santa Margarida da Escócia, que faleceu no castelo em 1093.
O pequeno edifício irregular de pedra tem alguma semelhança com as primeiras capelas celtas escocesas e irlandesas. A estrutura rectangular, com uma largura interna de 3 metros (10 pés), tem uma porta de entrada num dos lados, próximo do fundo da nave, a qual tem 4,87 metros (16 pés) de comprimento. Um arco redondo tipicamente normando de 1,52 metros (5 pés) de largura, com motivos decorando o arco sobre colunas em cada lado, conduz a um santuário absidal de 3 metros de fundo, tendo a abside um raio de 1,52 metros. A parede norte foi renovada e as três paredes exteriores sobreviventes têm 61 cm. (2 pés) de espessura, tal como a parede divisória. Cinco pequenas janelas de topo redondo e o arco redondo sobre a porta de entrada confirmam o estilo normando.
Na noite de 14 de Março de 1314, o castelo foi capturado por Randolph, Conde de Moray, e, de acordo com as políticas do Rei Roberto, o Bruce, destruiu todos os edifícios do castelo, com excepção da pequena capela. No seu leito de morte, em 1329, Bruce contou a história da Rainha Margarida e deu ordens para a reparação da capela, sendo colocadas de lado umas quarenta libras escocesas para esse fim. Por muitos anos o edifício foi conhecido como "Capwela Real no Castelo". Existe um registo bastante frequente de serviços realizados na capela, apesar de também estar em uso uma outra, maior, capela no castelo.

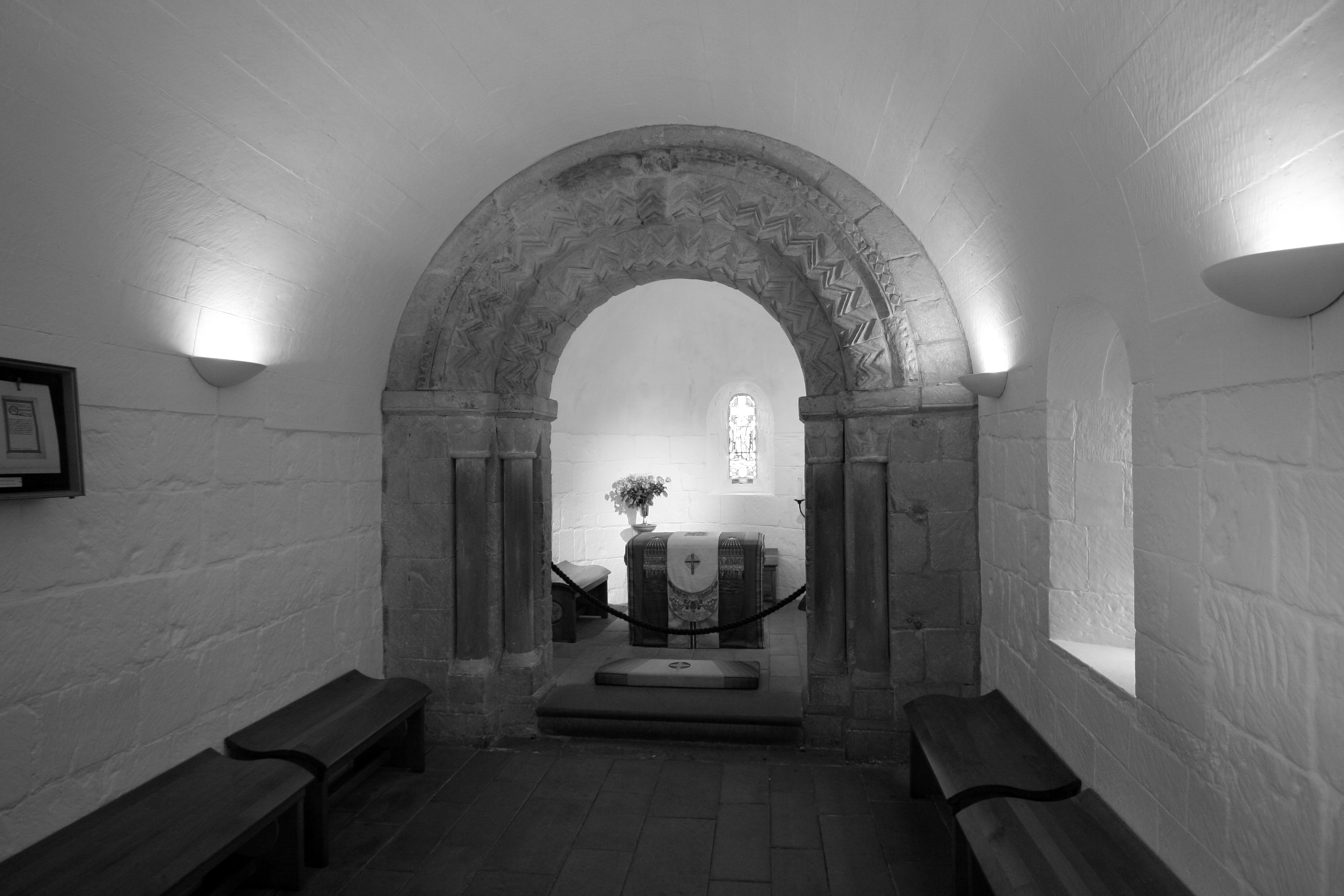
Interior da Capela de Santa Margarida. De notar o arco divisório, com motivos decorativos.

A capela caiu em desuso aquando da Reforma Protestante, tendo sido usada como paiol de pólvora a partir do século XVI, quando recebeu o actual telhado, até 1845. Nessa época, quando foi "descoberta" e publicitada pelo antiquário Daniel Wilson, fazia parte da grande capela da guarnição, tendo sido restaurada, entre 1851 e 1852, sob sua supervisão e com o apoio da Rainha Vitória.
Em 1929, foram empreendidas novas obras para devolver a capela ao culto. Depois de restaurada e remobilada, foi consagrada no dia 16 de Março de 1934. Actualmente o interior apresenta muito da aparência que tinha quando foi usada pela inicialmente. A capela ainda é usada para várias cerimónias religiosas, como casamentos e baptizados, com uma capacidade de aproximadamente 25 pessoas.
A Sociedade da Capela de Santa Margarida (St. Margaret's Chapel Guild) foi iniciada em 1942 sob o patrocínio de Sua Alteza Real A Princesa Margarida e a liderança de Lady Russell. Em 1993, como comemoração do 900º aniversário da morte de Santa Margarida, a Historic Scotland renovou a capela e a Sociedade da Capela de Santa Margarida remobilizou-a com um novo altar, dez bancos, uma caixa de esmolas, um suporte de flores e uma vitrine de exposição para uma cópia da Bíblia de Santa Margarida. Membros da Sociedade da Capela de Santa Margarida têm agora a tradição de assegurar que existem sempre flores frescas na capela para dar as boas-vindas aos visitantes, tanto aos turistas, como àqueles que vêm para rezar ou para tomar parte em serviços de casamento ou de baptizado.

#### Mons Meg

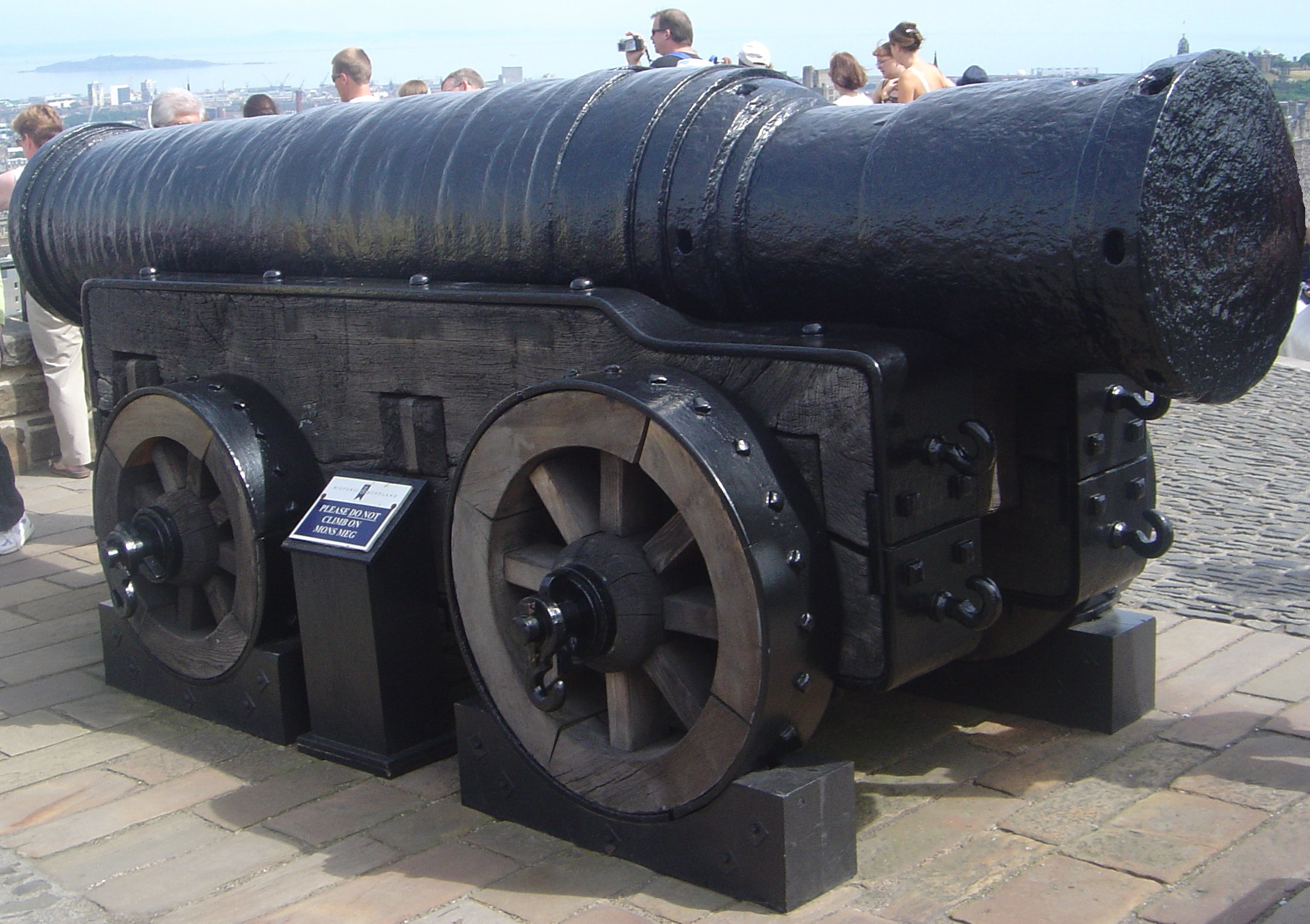
A Mons Meg, Castelo de Edimburgo, Escócia.

O canhão de cerco quatrocentista conhecido como Mons Meg está agora exposto no exterior da Capela de Santa Margarida. A Mons Meg foi construída na Flandres, por ordem de Filipe III, Duque de Borgonha, em 1449, e foi oferecida por ele ao marido da sua sobrinha, o Rei Jaime II, em 1457. A bombarda de seis toneladas olha para norte através da cidade, em direcção ao Real Jardim Botânico, que se encontra a 2 milhas (3,2 km.) de distância. Foi no local dos actuais jardins que caiu uma das balas de pedra, pesando 150 kg (330 lb), disparada do castelo em celebração do casamento de Maria, Rainha dos Escoceses, com o Delfim de França Francisco II, em 1558. A Mons Meg tem estado inactiva desde que o seu cano rebentou, no dia 14 de Outubro de 1681, quando disparava uma saudação de aniversário para o Duque de Albany.

#### Half Moon BatteryeDavid's Tower
A Half Moon Battery (Bateria Meia-lua), que permanece como um elemento proeminente no lado oriental do castelo, foi construída como parte dos trabalhos de reconstrução supervisionados pelo Regente Morton e foi erguida entre 1573 e 1588. A muralha para norte foi construída, entre 1689e 1695, para ligar a Half Moon à Portcullis Tower, embora tenha sido incorporada parte da muralha original de 1540.
A Half Moon Battery foi construída em volta e sobre as ruinas da David's Tower (Torre de David), da qual sobrevivem dois pisos por baixo da bateria, com janelas voltadas para a parede interior da bateria. Várias salas são acessíveis ao público, embora os elementos mais baixos (piso térreo) estejam geralmente encerrados. A David's Tower foi construída segundo uma planta em L, medindo o bloco principal 15,4 por 11,6 metros (51 por 38 pés), com uma ala de 6,3 por 5,6 metros (21 por 18 pés) para oeste. A entrada estava no ângulo interno, embora este tenha sido preenchido maus tarde para fazer da torre um sólido rectângulo. Fora da torre, mas dentro da bateria, existe uma sala de três andares, onde grandes porções da parede exterior ainda são visíveis. As paredes destas secções estão marcadas com buracos, onde pedaços de pedra foram removidos pata providenciar locais de nidificação para os pombos, para consumo durante os meses de Inverno.

### Crown Square

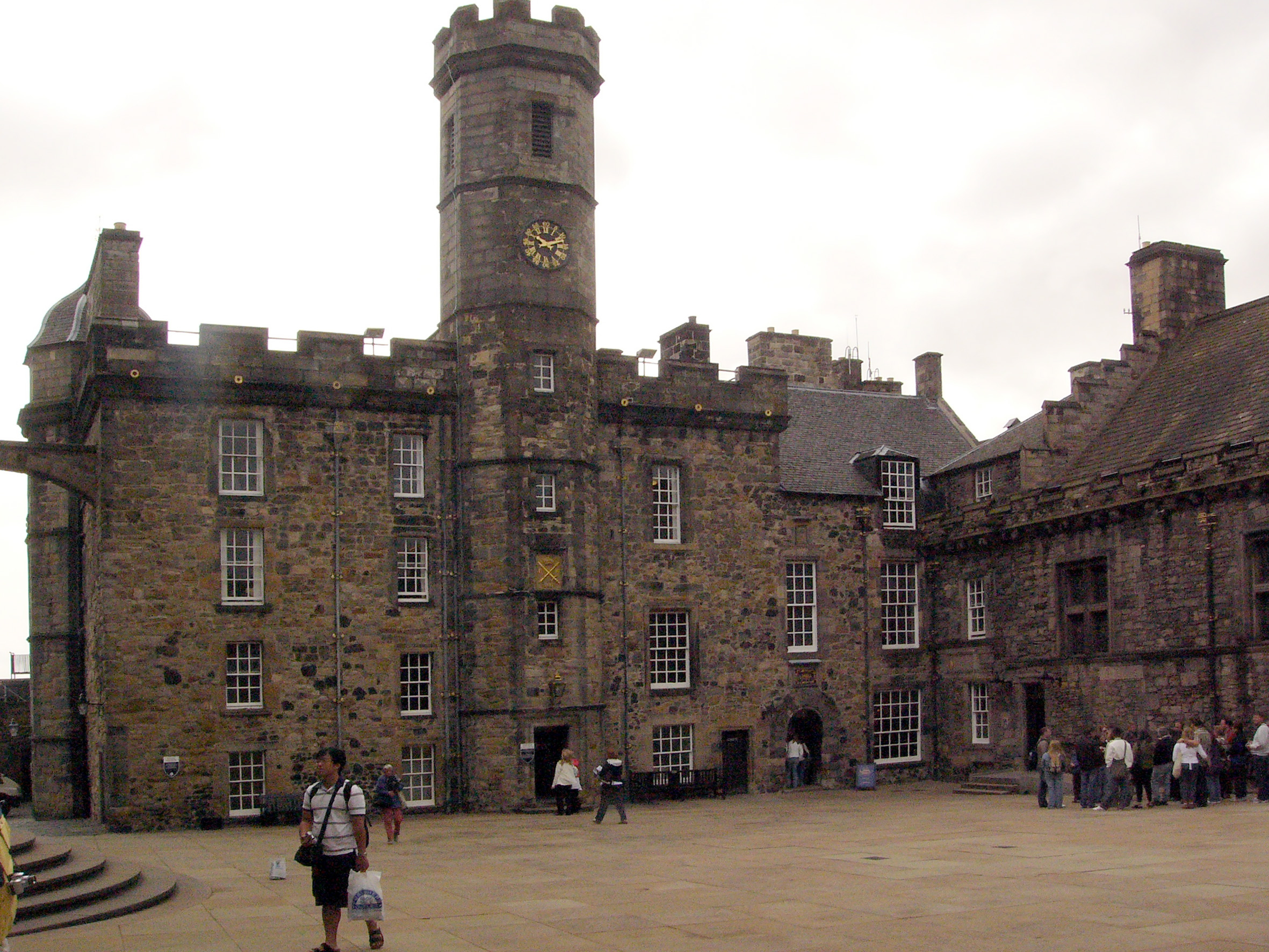
O Palácio Real na Crown Square.

A Crown Square (Praça da Coroa) é a cidadela no topo do castelo. Foi criada no século XV, durante o reinado do Rei Jaime III, como principal pátio do castelo. A fundação foi formada pela construção duma série de grandes abóbadas de pedra edificadas no irregular Castle Rock na década de 1430. Estas abóbadas foram usadas como prisão de estado até ao século XIX, apesar dos prisioneiros mais importantes serem "guardados" nas partes principais do castelo. O nome Crown Square passou a ser usado depois da recuperação das Honras da Escócia em 1818; antes dessa época era conhecido como Palace Yard (Pátio do Palácio). A praça é formada pelo Palácio Real a leste, o Grande Hall a sul, o Edifício Rainha Ana a oeste e o Memorial da Guerra Nacional Escocesa a norte.

#### Palácio Real
Este palácio contém os antigos apartamentos reais que foram usados como residência dos últimos monarcas da Casa de Stuart. Quando foi iniciado, em meados do século XV, comunicava com a David's Tower, sendo ampliado mais tarde para as dimensões actuais. No piso térreo fica o Laich Hall (hall baixo) e no cimo das escadas encontra-se uma pequena sala, conhecida como Birth Chamber (Câmara de Nascimento) ou Mary Room (Sala de Maria), local onde Maria, Rainha dos Escoceses, deu à luz o futuro Rei Jaime VI em 1566. O edifício foi profundamente remodelado para a visita do Rei Jaime VI ao castelo em 1617.

#### Sala da Coroa
Esta sala forte abobadada do século XVII está localizada no primeiro andar do Palácio Real e contém as Honras da Escócia: a Coroa da Escócia, o ceptro e a espada de estado. A Coroa, datada de 1540, é feita de ouro escocês e tem incrustradas 94 pérolas, dez diamantes e 33 outras gemas preciosas e semipreciosas. O ceptro, também feito de ouro, é encimado por uma grande pedra de cristal. A Pedra do Destino, sobre a qual os monarcas da Escócia eram tradicionalmente coroados, também é conservada na Sala da Coroa desde que regressou à Escócia, em 1996.

#### Grande Hall
O Grande Hall foi construído por ordem do Rei Jaime IV como local principal da assembleia de estado no castelo, tendo ficado concluído em 1511. Ainda possui o seu telhado de barrotes original, sendo uma das duas únicas galerias, na Escócia, a conservar o seu telhado original. Foi usado para encontros do Parlamento da Escócia antes da construção do Hall do Parlamento próximo da St. Giles' Cathedral, em 1639. Na sequência da tomada do castelo por Oliver Cromwell, em 1650, o Grande Hall foi convertido em quartel para as suas tropas, sendo subdividido em três andares no ano de 1737, para albergar 312 soldados. Depois da construção dos New Barracks, na década de 1790, tornou-se num hospital militar até 1887. Foi então restaurado por Hippolyte Blanc em linha com as ideias contemporâneas de arquitectura medieval. O Grande Hall ainda é por vezes usado em ocasiões de cerimónia e serve de cenário de Hogmanay (último dia do ano) para o programa Hogmanay Live da BBC Scotland. A sul do hall fica uma secção da muralha do século XIV, embora com um parapeito posterior.

#### Edifício Rainha Ana
No século XVI esta área albergava as cozinhas que serviam o adjacente Grande Hall e, mais tarde, foi o local da Casa de Armas Real. O edifício actual foi nomeado pela Rainha Ana e construído durante a tentativa de invasão perpetrada pelo Old Pretender, em 1708. Foi desenhado pelo Capitão Theodore Dury, engenheiro militar para a Escócia, que também desenhou a epónima Dury's Battery no lado sul do castelo em 1713. O edifício providenciou acomodações para o Estado-Maior. Foi remodelado na década de 1920 como Museu Naval e Militar para completar o recém-inaugurado Memorial da Guerra Nacional Escocesa (Scottish National War Memorial). Agora alberga um conjunto de funções e um centro de educação.

#### Memorial da Guerra Nacional Escocesa
A medieval Igreja de Santa Maria (St. Mary's Church) foi reconstruida em 1366 e convertida em armaria em 1540. Esta estrutura foi demolida em 1755 para dar lugar a um novo Bloco de Aquartelamento Norte (North Barrack Block), o qual foi vagado pelo exército em 1923. Foi, então, adaptado por Sir Robert Lorimer como Memorial da Guerra Nacional Escocesa (Scottish National War Memorial) para homenagear os escoceses e o seu serviço com regimentos escoceses que haviam morrido na Primeira Guerra Mundial e conflitos subsequentes. A conversão foi formalmente inaugurada no dia 14 de Julho de 1927. Os vitrais das janelas são de Douglas Strachan. Como marca de respeito, é proibido tirar fotografias no interior deste edifício.

## Uso atual

### Atracção turística
O castelo agora é conservado e administrado, na sua maior parte, pela Historic Scotland, uma agência executiva do Governo Escocês. Esta assume a dupla, e por vezes contraditória, tarefa de explorar o castelo como uma atracção turística comercialmente viável, enquanto tem, simultaneamente, a responsabilidade pela conservação do lugar. O Castelo de Edimburgo é o sítio mais visitado da Historic Scotland, sendo a mais popular atracção paga, com mais de 1,2 milhões de visitantes em 2007.

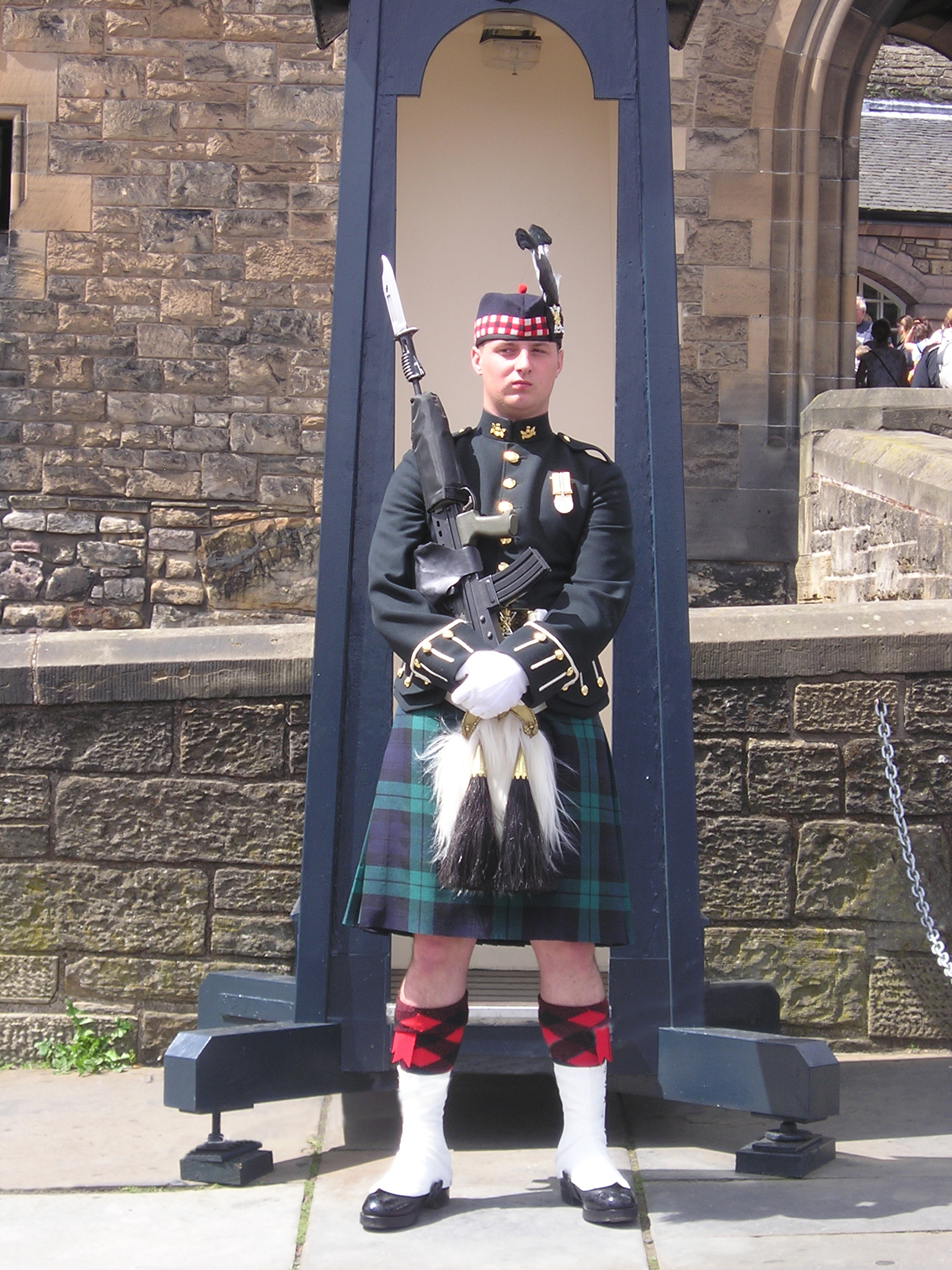
Um sentinela do Regimento Real da Escócia postado na esplanada à entrada do Castelo de Edimburgo.

A Historic Scotland mantém várias instalações dentro do castelo, incluindo dois cafés/restaurantes, várias lojas e numerosas exposições históricas. Um centro educacional no Edifício Rainha Ana promove eventos para escolas e grupos educacionais, incluindo recriações históricas com trajes e armas da época. Também são feitas numerosas recriações históricas para o público em geral.
Este antigo castelo é o lar de inúmeras lendas de fantasmas, incluindo a de um flautista que desapareceu em seus túneis. Tem sido o foco de vários documentários e filmes paranormais, além de inspiração para o filme de anime “Os Sete Pecados Capitais: Fúria de Edimburgo”.

### Papel militar
A administração directa do castelo pelo Gabinete de Guerra terminou em 1905 e, em 1923, o exército mudou-se formalmente para os novos Redford Barracks da cidade. No entanto, o castelo continuou a ter uma forte ligação com o exército, sendo um dos mais antigos castelos que ainda mantém uma guarnição militar, embora, em grande medida, destinada a propósitos cerimoniais e administrativos. Os deveres públicos desempenhados pela guarnição incluem a vigilância das Honras da Escócia e sentinelas armados ainda montam guarda na portaria do castelo fora do horário de abertura.
O posto de Governador do Castelo de Edimburgo é, actualmente, um cargo cerimonial detido pelo General Officer Commanding da 2ª Divisão do Exército Britânico. O actual Governador é o Major-general David MacDowall. O Novo Bloco de Aquartelamento é sede Quartel-General do Regimento Real da Escócia e da 52ª Brigada de Infantaria. O exército também é responsável pela Casa do Governador, a qual serve de Messe dos Oficiais.

### Military Tattoo
Uma série de atuações conhecidas como Edinburgh Military Tattoo tem lugar todos os anos na esplanada durante o mês de Agosto. A base da exibição é a parada das gaitas e tambores (pipes and drums) dos regimentos escoceses. No entanto, desde a primeira apresentação, ocorrida em 1950, o Tattoo desenvolveu um formato complexo que inclui muitos artistas convidados de todo o mundo, embora ainda com um foco militar. O culminar da noite tem lugar com o tocador de gaita solitário que, nas ameias do castelo, executa um pibroch em memória dos colegas de armas falecidos, seguido pelo conjunto das bandas de gaitas juntas num medley de músicas tradicionais escocesas. O Tattoo atrai uma audiência anual de cerca de 217.000 pessoas, sendo transmitido para todo o mundo.

### One O'Clock Gun

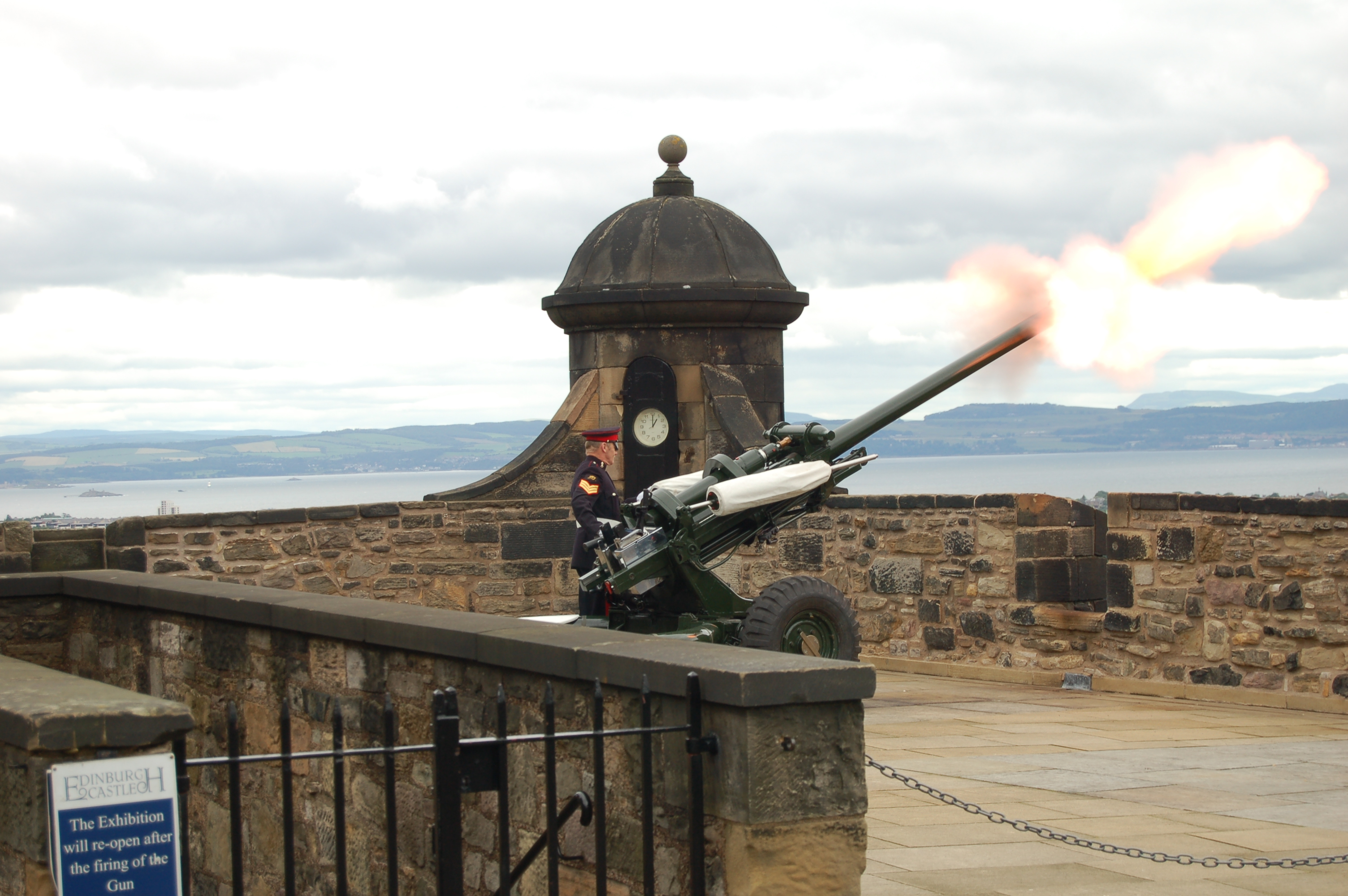
O One O'Clock Gun na Mill's Mount Battery.

A One O'Clock Gun é um sinal horário, sendo disparada todos os dias, excepto ao Domingo, precisamente às 13:00 horas. A arma foi instalada em 1861 como um sinal horário para os navios fundeados no Fiorde de Forth e complementou a bola horária, instalada no Monumento de Nelson em 1852 mas que era inútil quando havia nevoeiro. a arma podia ser facilmente ouvida pelos navios que se encontravam no porto de Leith, a 3,2 km. (2 milhas) de distância. Uma vez que o som se propaga a uma velocidade relativamente lenta (aproximadamente 343 metros por segundo - 770 mph), foram produzidos mapas na década de 1860 para mostrar a hora actual quando o som da arma era ouvido em vários locais de Edimburgo.
A arma original era um canhão de 18 libras de carregar pela boca, que precisava de quatro homens para ser carregada e era disparada a partir da Half Moon Battery. Este canhão foi substituído, em 1913, por um canhão de 32 libras de carregar pela culatra e, em Maio de 1952 pelo Howitzer de 25 libras. A actual One O'Clock Gun é uma L118 Light Gun em serviço desde o dia 30 de Novembro de 2001.
Actualmente, a arma é disparada da Mill's Mount Battery, na face norte do castelo, pelo District Gunner do 105º Regimento Real de Artilharia (Voluntários). Apesar da arma já não ser necessária para o seu propósito original, a cerimónia tornou-se numa popular atracção turística, sendo também disparada para marcar a chegada do Ano Novo como parte das celebrações do Hogmanay de Edimburgo. O District Gunner que desempenhou a função por mais tempo, o Staff Sergeant Thomas McKay MBE, alcunhado de "Tam the Gun", disparou a One O'Clock Gun desde 1979 até à sua morte, em 2005. McKay estabeleceu a Associação One O'Clock Gun, a qual inaugurou uma pequena exposição em Mill's Mount.

### Símbolo de Edimburgo
O castelo tornou-se num símbolo reconhecido de Edimburgo e da Escócia. Aparece, numa forma estilizada, nos brasões da Cidade de Edimburgo e da Universidade de Edimburgo. Imagens do castelo são usadas como logotipo por várias organizações, incluindo o Edinburgh Rugby, o jornal Edinburgh Evening News, o Hibernian F.C. e a Edinburgh Marathon. Também aparece na série dos castelos nos selos postais do Royal Mail e tem sido representado em várias edições de notas bancárias emitidas por bancos escoceses. Na década de 1960 o castelo foi ilustrado nas notas de 5 libras emitidas pelo Royal Bank of Scotland e, desde 1987, é representado no reverso das notas de 1 libra imitidas pelo mesmo banco. Em 1997, o Clydesdale Bank também lançou uma nota comemorativa de 20 libras, a qual incluía uma ilustração do Castelo de Edimburgo.